# 隆特里 (愛荷華州)
隆特里（英語：Lone Tree）是一個位於美國愛荷華州約翰遜縣的城市。

## 地理
隆特里的座標為41°29′09″N 91°25′36″W / 41.48583°N 91.42667°W，而該地的平均海拔高度為221米（即725英尺）。

## 人口
根據2010年美國人口普查的數據，隆特里的面積為2.69平方千米，當中陸地面積為2.69平方千米，而水域面積為0.00平方千米。當地共有人口1300人，而人口密度為每平方千米483人。